# 1172 w literaturze
Wydarzenia literackie w 1172 roku.

## Urodzili się
- Szota Rustaweli, gruziński poeta (data niepewna)